# تاکاشی کاوامورا (بازیکن فوتبال)
تاکاشی کاوامورا (ژاپنی: 河村 孝؛ زادهٔ ۲۰ ژوئن ۱۹۶۸) یک بازیکن فوتبال اهل ژاپن است.
از باشگاه‌هایی که در آن بازی کرده‌است می‌توان به باشگاه فوتبال سانفریس هیروشیما، باشگاه فوتبال یوکوهاما فلگلز، باشگاه فوتبال توکوشیما ورتیس و باشگاه فوتبال آویسپا فوکوئوکا اشاره کرد.